# John Cullum
John Cullum (Knoxville (Tennessee), 2 maart 1930) is een Amerikaans acteur, filmregisseur en scenarioschrijver.

## Biografie
Collum heeft de high school doorlopen aan de Knoxville High School en hierna ging hij studeren aan de University of Tennessee, beide in zijn geboorteplaats Knoxville (Tennessee).
Collum begon met acteren in het theater. Hij maakte in 1956 zijn debuut op Broadway met het toneelstuk Saint Joan. Hierna heeft hij nog meerdere rollen gespeeld op Broadway en off-Broadway. Collum won in zijn loopbaan tweemaal een Tony Award, in 1975 met zijn rol in de musical Shenandoah en in 1978 met zijn rol in de musical On the Twentieth Century.
Collum begon in 1963 met acteren voor televisie in de film All the Way Home. Hierna heeft hij nog meerdere rollen gespeeld in films en televisieseries, zoals The Edge of Night (1966-1967), One Life to Live (1969), The Day After (1983), Northern Exposure (1990-1995), ER (1997-2000), The Night Listener (2006), Law & Order: Special Victims Unit (2003-2011) en The Middle (2009-2012). Voor zijn rol in de televisieserie Northern Exposure werd hij tweemaal genomineerd voor een prijs: in 1993 voor een Emmy Award en in 1995 samen met de andere acteurs voor een Screen Actors Guild Award.
Collum is ook actief als filmregisseur en scenarioschrijver. In 1990 regisseerde hij een aflevering van de televisieserie Quantum Leap, in 1997 schreef hij de film The Secret Life of Algernon.
Collum trouwde in 1959 en heeft uit dit huwelijk een zoon, acteur John David (JD). 

## Filmografie

### Films
Uitgezonderd korte films.
- 2022 Simchas and Sorrows - als Nate
- 2019 Jungleland - als Yates
- 2016 Christine - als Bob Andersen
- 2015 Members Only - als Winston Holmes III
- 2014 Before We Go - als Harry
- 2014 The Historian - als Brigston Hadley
- 2014 Love Is Strange - als pastoor Raymond
- 2013 Adult World - als Stan
- 2013 Kilimanjaro – als Milton Sr.
- 2013 Kill Your Darlings – als professor Steeves
- 2010 All Good Things – als Richard Panatierre
- 2010 The Conspirator – als rechter Wylie
- 2006 The Night Listener – als Pap Noone
- 2005 The Notorious Bettie Page – als preker in Nashville
- 2001 Ricochet River – als Link Curren
- 1999 Held Up – als Jack
- 1999 Inherit the Wind – als rechter Merle Coffey
- 1997 The Secret Life of Algernon – als Algernon Pendleton
- 1992 With a Vengenace – als Fred Mitchell
- 1992 Mattie's Waltz – als Clyde
- 1989 Money, Power, Murder – als Endicott
- 1988 Shootdown – als Robert Allardyce
- 1987 Sweer Country – als Ben
- 1985 Marie – als hulpofficier van justitie
- 1984 The Act – als de president
- 1983 The Day After – als Jim Dahlberg
- 1983 The Prodigal – als Elton Stuart
- 1978 Roll of Thunder, Hear My Cry – als Mr. Jamison
- 1973 The Man Without a Country – als Aaron Burr
- 1972 1776 – als Edward Rutledge
- 1967 Androcles and the Lion – als Romeinse kapitein
- 1966 Hawaii – als Immanuel Quigley
- 1964 Hamlet – als Laertes
- 1963 All the Way Home – als Andrew

### Televisieseries
Uitgezonderd eenmalige gastrollen.
- 2009 – 2018 The Middle – als Big Mike – 9 afl.
- 2017 Madam Secretary - als senator Beau Carpenter - 4 afl.
- 2016 Thanksgiving - als Walter Morgan - 6 afl.
- 2003 – 2011 Law & Order: Special Victims Unit – als (rechter) Barry Moredock – 11 afl.
- 2007 Mad Men – als Lee Garner sr. – 2 afl.
- 1997 – 2000 ER – als David Green – 15 afl.
- 2000 Roswell – als James Valenti sr. - 2 afl.
- 1998 To Have & to Hold – als Robert McGrail – 8 afl.
- 1996 Aaahh!!! Real Monsters – als Millard – 2 afl.
- 1990 – 1995 Northern Exposure – als Holling Vincoeur – 110 afl.
- 1987 – 1988 Buck James – als Henry Carliner – 19 afl.
- 1969 One Life to Live – als Artie Duncan - ? afl.
- 1966 – 1967 The Edge of Night – als David Gideon - ? afl.

## Theaterwerk opBroadway
- 2016 - 2020 Waitress - als Joe (understudy)
- 2014 Casa Valentina - als Terry
- 2010 The Scottsboro Boys – als rechter / gouverneur van Alabama
- 2007 – 2009 August: Osage County – als Beverly Weston
- 2007 – 2008 Cymbeline – als Cymbeline
- 2007 110 in the shade – als H.C. Curry
- 2006 – 2007 Dr. Seus' How the Grinch Stole Christmas! – als oude Max
- 2002 Something Good – als ??
- 2001 – 2003 Urinetown – als Caldwell B. Caldwell
- 1994 – 1997 Show Boat – als kapitein Andy
- 1990 – 1991 Aspects of Love – als George Dillingham
- 1989 Shenandoah – als Charlie Anderson
- 1986 – 1987 You Never Can Tell – als ober
- 1986 The Boys in Autumn – als Thomas Gray
- 1985 – 1986 Doubles – als jongen
- 1983 Private Lives – als Elyot Chase
- 1978 – 1982 Deathtrap – als Sidney Bruhl
- 1978 – 1979 The Trip Back Down – als Bobby Horvath
- 1976 Kings – als ??
- 1975 – 1977 Shenandoah – als Charlie Anderson
- 1972 Vivat! Vivat Regina! – als Lord Bothwell
- 1969 – 1972 1776 – als Edward Rutledge
- 1965 – 1971 Man of La Mancha – als Don Quixote
- 1965 – 1966 On a Clear Day You Can See Forever – als dr. Mark Bruckner
- 1964 Hamlet – als Laertes
- 1963 The Rehearsal – als de graaf / held
- 1962 Infidel Caesar – als ??
- 1960 – 1963 Camelot – als Arthur / Modred / sir Dinadan
- 1956 – 1957 Saint Joan – als ??

- Biblioteca Nacional de España: XX1792148
- Bibliothèque nationale de France: cb139376274 (data)
- Gemeinsame Normdatei: 1148478000
- International Standard Name Identifier: 0000 0000 6303 169X
- Library of Congress Control Number: nr93029580
- MusicBrainz: cba2e4fc-3ddb-4410-add6-d45500267e77
- Nationale Bibliotheek van Israël: 987007429073205171
- SNAC: w69c9198
- Système universitaire de documentation: 083348816
- Virtual International Authority File: 87583225
- WorldCat: E39PBJth7QWp34Fcvbm38pBkjC